# Pardosa cubana
Pardosa cubana är en spindelart som beskrevs av Bryant 1940. Pardosa cubana ingår i släktet Pardosa och familjen vargspindlar. Inga underarter finns listade i Catalogue of Life.